# ویلیام ئی. گوردون
ویلیام ای گوردون (انگلیسی: William E. Gordon؛ زاده ۸ ژانویهٔ ۱۹۱۸ درگذشته ۱۶ فوریهٔ ۲۰۱۰) یک دانشمند اهل ایالات متحده آمریکا بود که به علت طراحی بزرگترین رادیوتلسکوپ شناخته شده‌است.